# Референдумы в Швейцарии (1946)
Референдумы в Швейцарии проходили 10 февраля и 8 декабря 1946 года. Февральский референдум по федеральной резолюции о петиции по грузоперевозкам был отклонён. Декабрьский референдум по гражданской инициативе «о праве на труд» также был отвергнут. Подобный референдум был ранее отклонён на референдуме 1894 года. Идея о праве на работу стала особенно актуальна в свете глубокого экономического кризиса 1930-х годов. Партия Альянс независимых Готтлиба Дуттвейлера не смогла провести закон о праве граждан Швейцарии на трудоустройство через Национальный совет и предложение было облечено как гражданская инициатива.

## Избирательная система
Референдум по федеральной резолюции был обязательным и также как референдум по гражданской инициативе оба требовали двойного большинства для одобрения: избирателей и кантонов.

## Результаты

### Февраль: Грузоперевозки
| Выбор                                | Общее голосование | Общее голосование | Кантоны | Кантоны | Кантоны |
| Выбор                                | Голосов           | %                 | Полных  | Полу-   | Всего   |
| ------------------------------------ | ----------------- | ----------------- | ------- | ------- | ------- |
| За                                   | 289 935           | 33,7              | 1       | 0       | 1       |
| Против                               | 571 566           | 66,3              | 18      | 6       | 21      |
| Пустых бюллетеней                    | 14 857            | –                 | –       | –       | –       |
| Недействительных бюллетеней          | 2 317             | –                 | –       | –       | –       |
| Всего                                | 878 675           | 100               | 19      | 6       | 22      |
| Зарегистрированных избирателей/ Явка | 1 347 483         | 65,2              | –       | –       | –       |
| Источник: Nohlen & Stöver            |                   |                   |         |         |         |

### Декабрь: Право на труд
| Выбор                                | Общее голосование | Общее голосование | Кантоны | Кантоны | Кантоны |
| Выбор                                | Голосов           | %                 | Полных  | Полу-   | Всего   |
| ------------------------------------ | ----------------- | ----------------- | ------- | ------- | ------- |
| За                                   | 124 792           | 19,2              | 0       | 0       | 0       |
| Против                               | 525 366           | 80,8              | 19      | 6       | 22      |
| Пустых бюллетеней                    | 28 852            | –                 | –       | –       | –       |
| Недействительных бюллетеней          | 2 479             | –                 | –       | –       | –       |
| Всего                                | 681 489           | 100               | 19      | 6       | 22      |
| Зарегистрированных избирателей/ Явка | 1 359 392         | 50,1              | –       | –       | –       |
| Источник: Nohlen & Stöver            |                   |                   |         |         |         |